# Photinia myriantha
Photinia myriantha är en rosväxtart som beskrevs av Elmer Drew Merrill. Photinia myriantha ingår i släktet Photinia och familjen rosväxter. Inga underarter finns listade i Catalogue of Life.